# Daichi Suzuki
Daichi Suzuki (jap. 鈴木 大地 Suzuki Daichi; ur. 10 marca 1967 w Narashino) – japoński pływak specjalizujący się w stylu grzbietowym, mistrz olimpijski (1988) i dwukrotny złoty medalista igrzysk azjatyckich.

## Kariera
W 1984 roku wystartował na igrzyskach olimpijskich w Los Angeles. W konkurencji 100 m stylem grzbietowym zajął jedenaste miejsce, a na dystansie dwukrotnie dłuższym był szesnasty. Płynął także w sztafecie 4 × 100 m stylem zmiennym, została ona jednak zdyskwalifikowana w finale.
Podczas uniwersjady w Zagrzebiu w 1987 roku zwyciężył zarówno na dystansie 100 jak i 200 m stylem grzbietowym.
Rok później, na igrzyskach w Seulu, z czasem 55,05, został mistrzem olimpijskim w konkurencji 100 m stylem grzbietowym, pokonując w finale rekordzistę świata, Amerykanina Davida Berkoffa. Na dystansie 200 m stylem grzbietowym uplasował się na 15. miejscu. Brał także udział w wyścigu sztafet zmiennych 4 × 100 m, w którym Japończycy zostali sklasyfikowani na piątej pozycji.
W 2014 roku został prezesem Japońskiego Związku Pływackiego. Funkcję tę pełnił do października 2015 roku, kiedy to objął funkcję prezesa Japońskiej Agencji Sportowej podlegającej Japońskiemu Ministerstwu Edukacji, Kultury, Sportu, Nauki i Technologii.